# Tour der neuseeländischen Rugby-Union-Nationalmannschaft nach New South Wales 1926
| Tour der All Blacks nach New South Wales 1926 | Tour der All Blacks nach New South Wales 1926 | Tour der All Blacks nach New South Wales 1926 | Tour der All Blacks nach New South Wales 1926 | Tour der All Blacks nach New South Wales 1926 |
| Übersicht                                     | S                                             | G                                             | U                                             | N                                             |
| --------------------------------------------- | --------------------------------------------- | --------------------------------------------- | --------------------------------------------- | --------------------------------------------- |
| Sonstige Spiele                               | 8                                             | 7                                             | 0                                             | 1                                             |
| Gesamt                                        | 8                                             | 7                                             | 0                                             | 1                                             |

Die Tour der neuseeländischen Rugby-Union-Nationalmannschaft nach New South Wales 1926 umfasste eine Reihe von Freundschaftsspielen der All Blacks, der Nationalmannschaft Neuseelands in der Sportart Rugby Union. Das Team reiste von Juni bis August 1926 durch den australischen Bundesstaat New South Wales, wobei es acht Spiele bestritt. Dazu gehörte je ein Spiel in Neuseeland zum Auftakt und zum Abschluss.
Nach dem Ersten Weltkrieg war der Rugby-Union-Spielbetrieb in Australien zunächst nur in New South Wales wieder aufgenommen worden (viele Spieler wechselten zu Rugby League, vor allem in Queensland), sodass offizielle Test Matches mit der australischen Nationalmannschaft erst 1929 wieder stattfanden. 1986 sprach die Australian Rugby Union den Spielen, welche das Auswahlteam New South Wales Waratahs zwischen 1920 und 1928 gegen internationale Mannschaften bestritten hatte, den Status von Test Matches zu, während die New Zealand Rugby Union diese Spiele bis heute nicht als solche anerkennt. 

## Spielplan
- Hintergrundfarbe grün = Sieg
- Hintergrundfarbe rot = Niederlage

(Test Matches sind grau unterlegt; Ergebnisse aus der Sicht Neuseelands)
| # | Datum           | Gegner                          | Ort        | Stadion           | Ergebnis |
| - | --------------- | ------------------------------- | ---------- | ----------------- | -------- |
| 1 | 30. Juni 1926   | Wellington Rugby Football Union | Wellington | Athletic Park     | 21:14    |
| 2 | 10. Juli 1926   | New South Wales Waratahs        | Sydney     | Sydney Showground | 20:26    |
| 3 | 14. Juli 1926   | Metropolitan and Country XV     | Sydney     | University Oval   | 31:14    |
| 4 | 17. Juli 1926   | New South Wales Waratahs        | Sydney     | Sydney Showground | 11:6     |
| 5 | 20. Juli 1926   | New South Wales Waratahs        | Sydney     | Sydney Showground | 14:0     |
| 6 | 24. Juli 1926   | Victorian Rugby Union           | Melbourne  | Princes Park      | 58:15    |
| 7 | 29. Juli 1926   | New South Wales Waratahs        | Sydney     | Sydney Showground | 28:21    |
| 8 | 04. August 1926 | Auckland Rugby Football Union   | Auckland   | Eden Park         | 11:6     |

## Anmerkung
1. 1 2 3 4  Wird nur vom australischen Verband als Test Match anerkannt, jedoch nicht vom neuseeländischen Verband.